# TAT Productions
TAT Productions est une société de production et un studio d'animation créés en 2000 par David Alaux, Éric Tosti et Jean-François Tosti. Elle est notamment connue pour sa série télévisée d'animation jeunesse Les As de la jungle.

## Historique
Après leur projets de collégiens autodidactes,et animés par leur passion pour le cinéma d'animation, David Alaux, et les frères Éric et Jean-François Tosti fondent TAT Productions en 2000, et leur premier court-métrage, Le Vœu, est retenu l'année suivante par Alain Chabat pour l'avant-programme d'Astérix et Obélix : Mission Cléopâtre au cinéma.
Le trio réalise plusieurs courts-métrages, publicités et films de commande, puis ouvre en 2007 son premier studio d'animation à Toulouse. Ils se lancent alors dans la production de l'unitaire d'animation pour la télévision Spike ainsi que dans la série dérivée Au pays du Père Noël.
En 2011, ils sortent, toujours sur le petit écran, le téléfilm Les As de la jungle : Opération banquise, puis déclinent Les As de la jungle en série avec Les As de la jungle en direct. Avec l'ouverture d'un nouveau studio en 2013, qui permet d'accueillir quatre-vingt personnes,, ils se lancent dans la production de la série Les As de la jungle à la rescousse. Le studio remporte en 2015 un International Emmy Kids Awards pour cette série, qui s'exporte, se voit traduite dans une cinquantaine de langues et se développe alors en plusieurs saisons.
Leur premier long métrage en salles, Les As de la jungle, sort le 26 juillet 2017. Le film est un succès au box-office, avec plus d'un million d'entrées. Deux ans plus tard, le studio sort son deuxième film, Terra Willy, planète inconnue, suivi en 2021 par Pilet, en 2023 Pattie et la colère de Poséidon et une suite pour les As de la Jungle : Opération tour du monde.
Bien que le studio toulousain ne fasse à cette époque aucune prestation externe, Alain Chabat et Netflix à la recherche d'un studio français appellent TAT Studio en 2021 pour un test et le choisissent pour l'animation de leur série Astérix et Obélix : Le Combat des chefs.

## Productions

### Cinéma
- 2017 : Les As de la jungle de David Alaux
- 2019 : Terra Willy, planète inconnue d'Éric Tosti
- 2021 : Pil de Julien Fournet
- 2023 : Pattie et la colère de Poséidon de David Alaux
- 2023 : Les As de la jungle 2 : Opération tour du monde de David Alaux[19]
- 2025 : Falcon express de Benoît Daffis et Jean-Christian Tassy[20]
- 2027 : Lovebirds (en développement) de Amanda Sthers[21]

### Courts-métrages
- 1999 : Mon copain ? de David Alaux et Éric Tosti
- 2001 : Le Vœu de David Alaux et Éric Tosti
- 2003 : La Souricière de Stéphane Margail et Sandrine Conte

### Séries télévisées
- 2008 : Au pays du Père Noël de David Alaux et Éric Tosti, 24 x 1 min
- 2011 : Les As de la jungle en direct, 26 x 1,30 min
- 2014 : Les As de la jungle à la rescousse, 104 x 11 min, 3 saisons
- 2025 : Astérix et Obélix : Le Combat des chefs de Alain Chabat, 5 x 30 min[22]
- 2026 : Les Aventures de Pil de Julien Fournet (en développement)[23]

### Unitaires
- 2008 : Spike de David Alaux et Éric Tosti, 35 min
- 2011 : Les As de la jungle : Opération banquise de David Alaux et Éric Tosti, 55 min (diffusé au cinéma en 2013)
- 2012 : Spike 2 de David Alaux et Éric Tosti, 35 min
- 2014 : Les As de la jungle : Drôle d'oiseau, 13 min (cross-over avec La Chouette et Cie)
- 2014 : Les As de la jungle : Le Trésor du vieux Jim de Julien Fournet, 45 min
- 2016 : Les As de la jungle : Opération chouettage de dragon, 13 min (cross-over avec La Chouette et Cie)

## Prix et nominations

### Nominations
- Nomination dans les International Emmy Kids Awards 2012 pour Les As de la jungle : Opération banquise ;
- Nomination dans les International Emmy Kids Awards 2013 pour Spike 2 ;
- Trois nominations pour les Kids Awards 2015 pour Les As de la jungle à la rescousse.

### Récompenses
- Prix Export des TV France International (en) 2013 pour Les As de la jungle : Opération banquise ;
- Prix du meilleur film d'animation pour la télévision des Kidscreen Awards 2013 pour Les As de la jungle : Opération banquise ;
- Pucinella Award de la meilleure série TV pour enfants les Cartoons on the Bay 2014 pour Les As de la jungle à la rescousse ;
- International Emmy Kids Awards 2014 pour Les As de la jungle à la rescousse[24] ;
- Meilleur producteur français d'animation pour le prix Procirep 2015[24] ;